# Wolffia borealis
Wolffia borealis là một loài thực vật có hoa trong họ Ráy (Araceae). Loài này được (Engelm. ex Hegelm.) Landolt miêu tả khoa học đầu tiên năm 1977.